# Saint-Ségal
Saint-Ségal (en bretó Sant-Segal) és un municipi francès, situat a la regió de Bretanya, al departament de Finisterre. L'any 2006 tenia 926 habitants.

## Demografia
| 1962                                       | 1968 | 1975 | 1982 | 1990 | 1999 |
| ------------------------------------------ | ---- | ---- | ---- | ---- | ---- |
| 746                                        | 677  | 675  | 745  | 813  | 825  |
| Des de 1962: població sense dobles comptes |      |      |      |      |      |

## Administració
| Període   | Identitat          | Partit |
| --------- | ------------------ | ------ |
| 2001-2008 | Jean-Yves Goasguen |        |
| 2008-     | André Le Gall      |        |